# Calomyscus grandis
Calomyscus grandis е вид бозайник от семейство Мишеподобни хамстери (Calomyscidae).

## Разпространение
Видът е разпространен в Иран.